# Eugenio Xammar
Eugenio Xammar Puigventós (Barcelona, 1888 - La Ametlla, 5 de diciembre de 1973) fue un periodista, diplomático de carrera, escritor y traductor español. Se exilió de España tras el final de la Guerra civil. 

## Biografía
Nació en Barcelona en 1888. A pesar de ser barcelonés de nacimiento, era hijo de la casa Can Millet de La Ametlla, donde se trasladó de bien pequeño al heredar la finca. La ruina de la misma y la poca afección por la agricultura lo hizo entrar a trabajar en Barcelona de aprendiz en una empresa textil. Abandonó La Ametlla, malvendió la casa y no volvió hasta la década de 1930, cuando compró una pequeña vivienda para pasar temporadas entre sus viajes. 
Considerado un nacionalista y separatista catalán de posturas «radicales», llegó a militar en la Unió Catalanista, y en 1907 fue uno de los fundadores de la Associació Nacionalista Catalana —de la que también sería uno de sus dirigentes—.
Como periodista, empezó a colaborar desde 1904 en varias revistas, como por ejemplo La Tralla, El Poble Català e Iberia, de la que fue redactor jefe. Vivió también en Argentina en 1920, trabajando en un pequeño diario local. También colaboraría con La Veu de Catalunya, El Día Gráfico, La Publicidad, Mirador y El Sol. Fue corresponsal en París, Ginebra y Berlín, donde vivió y narró para el diario madrileño Ahora el desarrollo del nazismo a comienzos de la década de 1930.
En noviembre de 1923 La Veu de Catalunya publicó una entrevista que Xammar y Josep Pla habrían hecho en Múnich a Adolf Hitler justo antes del putsch de Múnich, si bien la autenticidad de la misma ha sido puesta en entredicho.
En julio de 1936, al estallido de la Guerra Civil, era agregado de prensa en la embajada española de Berlín. Durante la contienda ejerció como agregado de prensa en la embajada de la República Española en París. Posteriormente participaría como funcionario, primero en la Sociedad de Naciones y después en las Naciones Unidas, tras la Segunda Guerra Mundial.
Falleció en La Ametlla en 1973.
Después de una larga y provechosa trayectoria desarrollada en las principales capitales de Europa y América, en 1974 se editó un libro póstumo de memorias resultado de sus conversaciones con el maestro y cronista local de La Ametlla Josep Badia i Moret, titulado Sesenta años de ir por el mundo, con ediciones repetidamente agotadas.

## Obra
- Contra l'idea d'Imperi (1916)[13]
- La Société des Nations: Son activité par l'image (1921)[13]
- 1974, Seixanta anys d'anar pel món. Memòries d'Eugeni Xammar. (Editorial Pòrtic 1974 y 1975 y Quaderns Crema 1991, reedición de 2007). ISBN 84-7306-054-7
- 1989, Periodisme. (Quaderns Crema). ISBN 978-84-7727-044-7
- 1992, Galeria de personatges. Cròniques del nostre temps (1900-1990). La Ametlla. Josep Badia Moret. Ayuntamiento de La Ametlla, (págs. 108-119)
- 1998, L'Ou de la serp. (Quaderns Crema). ISBN 84-7727-244-1
- 2000, Cartes de Josep Pla. (Quaderns Crema). ISBN 978-84-7727-292-2
- 2005, Crónicas desde Berlín (1930-1936). Selección y edición de Charo González de las crónicas de Eugeni Xammar para al diario de Madrid Ahora (Quaderns Crema, 2005). ISBN 84-96489-17-5
- 2008, Periodisme? Permetin!: La vida i els articles d'Eugeni Xammar. Quim Torra Pla (Símbol editors, Sant Cugat de Vallès). ISBN 978-84-95987-63-1